# Enna minor
Espèce
Enna minor est une espèce d'araignées aranéomorphes de la famille des Trechaleidae.

## Distribution
Cette espèce se rencontre au Panama et en Colombie.

## Description
La carapace de la femelle décrite par Silva, Lise et Carico en 2008 mesure 5,14 mm de long sur 4,81 mm de large.

## Publication originale
- Petrunkevitch, 1925 : Arachnida from Panama. Transactions of the Connecticut Academy of Arts and Sciences, vol. 27, p. 51-248.